# Tension transitoire de rétablissement
Vous lisez un « article de qualité » labellisé en 2008.

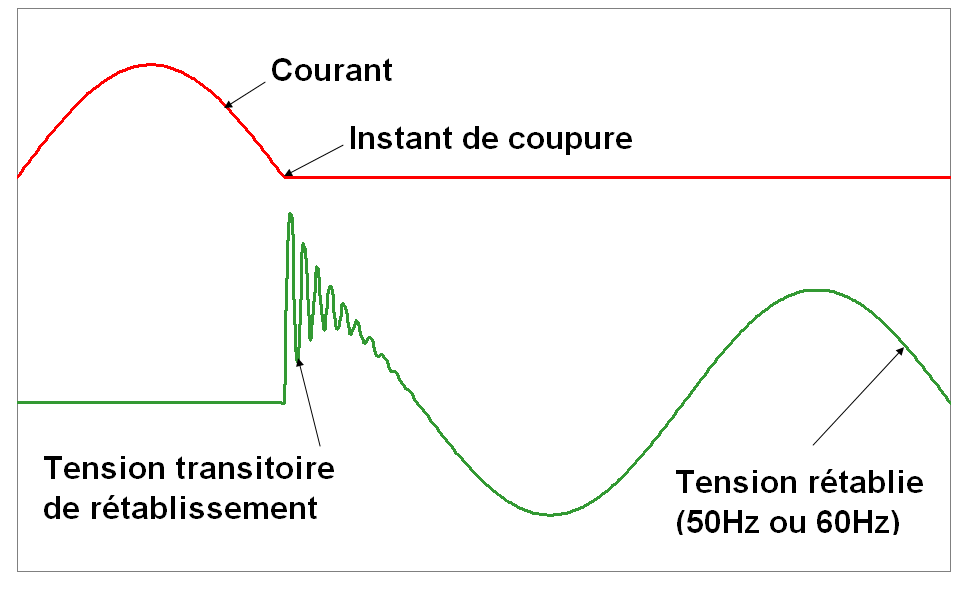
Illustration d'une TTR après coupure d'un courant alternatif.

La tension transitoire de rétablissement (TTR, ou TRV de l'anglais Transient Recovery Voltage) est la tension électrique qui se rétablit aux bornes d'un appareillage électrique lorsqu'il interrompt un courant alternatif.
C'est un paramètre qui influe fortement sur la réussite d'une coupure de courant dans un réseau à haute tension. Lors du développement d'un disjoncteur ou d'un interrupteur à haute tension, le constructeur doit démontrer que l'appareil supporte les TTR définies par les normes CEI ou IEEE. Pour leur part, les utilisateurs de ce matériel doivent définir les valeurs requises dans leurs spécifications.
Cette notion de TTR existe aussi en basse tension. Elle est explicitement définie pour caractériser les conditions d'essais et indique une fréquence de TTR maximale dans les stations d'essai dans deux cas : dans la norme CEI 60947-4 pour les contacteurs et dans la norme CEI 60898-1 pour les disjoncteurs à usage domestique. Dans les deux cas, ces normes recommandent de mettre une résistance en dérivation de l'inductance lorsque celle-ci est constituée d'une bobine dans l'air. Par contre, avec les inductances à fer (avec carcasse ferromagnétique), la TTR est amortie par les pertes (hystéresis et autres) et une résistance en dérivation devient inutile.

## Généralités

### Historique
L'importance de la TTR lors de la coupure d'un courant a été mise en évidence pendant les années 1950, elle a été introduite dans la norme des disjoncteurs CEI 56 (seconde édition) en 1954. Son influence sur la coupure des disjoncteurs à haute-tension commençait à être reconnue, par suite les valeurs en essai devaient être notées dans les rapports mais il était encore trop tôt pour spécifier des caractéristiques dans les normes.
Le terme de TTR et des valeurs normalisées des paramètres ont été introduits dans la norme CEI 56 en 1971, à la suite d'études effectuées par le CIGRE.

### Caractéristiques

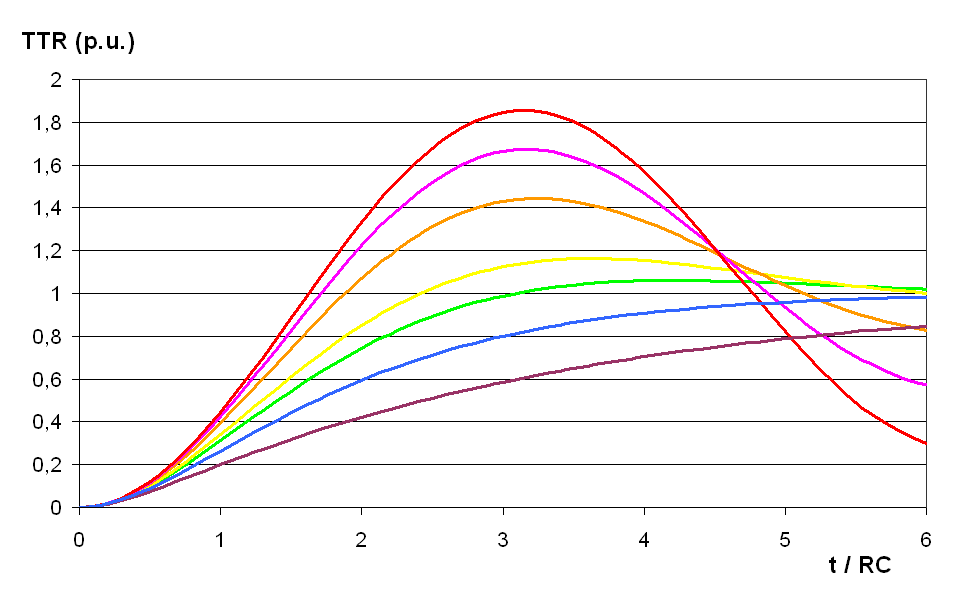
Figure 1 - Exemples de formes de TTR

La TTR se décrit suivant deux paramètres principaux : l'amplitude maximale de la tension (AF pour amplitude factor), et sa vitesse de montée (RRRV pour Rate of Rise of Recovery Voltage).
L'amplitude maximale peut être exprimée comme le ratio entre la valeur maximale de la surtension et la tension nominale du réseau (en PU pour « Par Unité »). Une amplitude trop importante peut entraîner la reformation d'un arc électrique après la coupure du courant dans un réseau.
La vitesse de montée, qui s'exprime en kV/µs, est un facteur qui va déterminer si un arc électrique va se reformer et s'entretenir aux bornes de l'appareillage de coupure, dans le cas où ce dernier n'est pas adapté pour l'application.

### Facteurs d'influence
Les paramètres de la TTR (amplitude, pente) dépendent des caractéristiques du réseau électrique où la coupure s'effectue et du type de défaut (monophasé, biphasé, triphasé, à la terre ou isolé). Ils sont définis par les normes internationales CEI et IEEE.
En première approximation (si les réflexions d'ondes de tension ne sont pas prises en compte), un réseau électrique peut être schématisé par un circuit RLC et les variations temporelles possibles de la TTR sont montrées par la figure 1.
La TTR est influencée en particulier par :
- la condition du neutre du réseau (effectivement à la terre, isolé, etc.) ;
- le type de charge (capacitive, inductive, etc.) ;
- le type de réseau (par câble, avec lignes aériennes, etc.).

La TTR la plus sévère est appliquée au premier pôle du disjoncteur ou de l'interrupteur qui interrompt un défaut, dans un système triphasé isolé de la terre.
Une TTR se rétablit aux bornes d'un appareil lorsqu'il interrompt un courant de défaut (défaut aux bornes, défaut en ligne, discordance de phases) mais aussi dans des conditions normales de service (ouverture de lignes, déconnexion d'une réactance, d'un transformateur ou d'un moteur).
La coupure est généralement réalisée lors d'un passage par zéro naturel du courant alternatif, ou plus rarement lorsque l'appareil force le passage par zéro du courant (voir Coupure de charges inductives).
Pour réussir la coupure, la tension de tenue entre les contacts d'un disjoncteur ou d'un interrupteur après l'interruption du courant doit être supérieure à la TTR de façon à éviter un claquage diélectrique et un rétablissement du courant. Avec les techniques de coupure actuelles, il n'est généralement pas nécessaire de modifier la TTR pour obtenir la coupure de courants, y compris avec des valeurs très élevées de 50 kA ou 63 kA. Pour la coupure de défauts en lignes de forte intensité il peut être utile cependant de réduire la pente de la TTR à l'aide de condensateurs montés en parallèle à l'appareil ou entre le disjoncteur et la ligne aérienne. Pour faciliter la coupure de faibles courants inductifs des circuits RC ou des varistances sont parfois utilisés pour respectivement réduire la pente ou l'amplitude de la TTR.

## Circuit capacitif

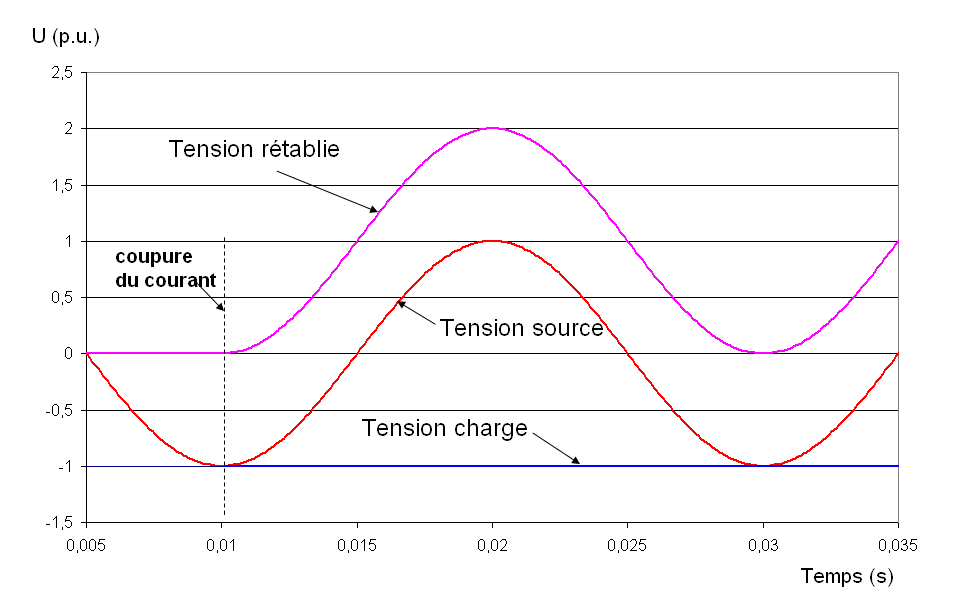
Figure 2 - Évolution des tensions dans le cas d'une coupure monophasée d'une charge capacitive.

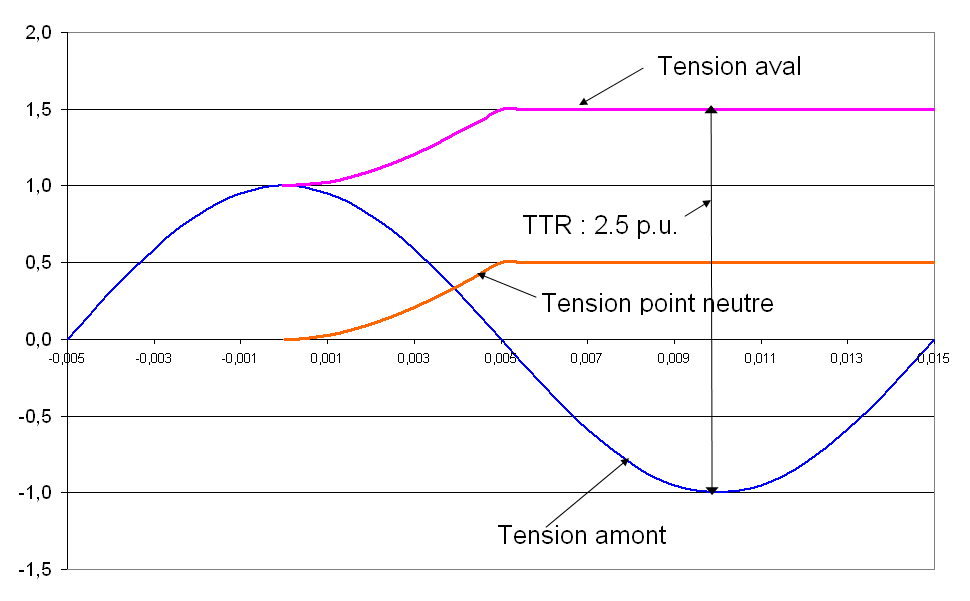
Figure 3 - Tension rétablie (TTR) aux bornes du premier pôle du disjoncteur (ou interrupteur) qui coupe une charge capacitive triphasée avec neutre isolé.

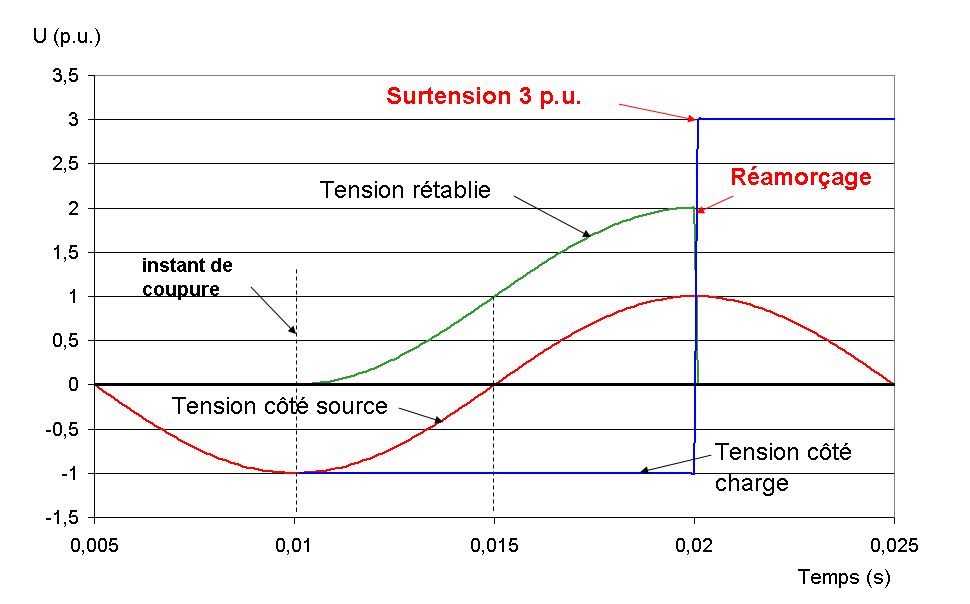
Figure 4 - Évolution des tensions dans le cas d'un réamorçage, une demi-période après l'instant de coupure, lors d'une coupure monophasée d'une charge capacitive.

Figure 5 - Comparaison des tensions rétablies dans des réseaux à 50 Hz et 60 Hz.

Dans le cas d'une coupure de courant dans un circuit monophasé capacitif, la tension rétablie maximale atteint 2 p.u. (1 p.u. étant la valeur crête de la tension de la source), une demi-période après l'instant de coupure du courant (figure 2).
La coupure du courant par un interrupteur s'effectue normalement à un passage par zéro du courant. À cet instant la tension aux bornes de la capacité de charge est maximale, du fait du déphasage courant-tension.
Lorsque la capacité est isolée du circuit d'alimentation, par la coupure de l'interrupteur, la capacité conserve la charge qu'elle possédait à l'instant de coupure. Par suite la tension en aval de l'interrupteur reste constante (si les pertes sont négligeables). Dans le même temps, la tension en amont de l'interrupteur est égale à la tension de la source et oscille à fréquence industrielle. La tension rétablie aux bornes de l'interrupteur, qui est la différence entre les tensions en amont et en aval, atteint par suite une valeur maximale de 2 p.u., comme on peut le voir sur la figure 2.
Ces types de TTR sont rencontrés en pratique lors de la coupure de courants de lignes à vide (ouvertes à l'autre extrémité), câbles à vide et de batteries de condensateurs.
La figure 3 montre que dans le cas d'une coupure de charge triphasée la tension aux bornes du premier pôle qui coupe est plus élevée. Ceci est dû au fait que la tension du point neutre de la charge augmente de 0,5 p.u. (1 p.u. = {\displaystyle U{\sqrt {2}} \over {\sqrt {3}}\,}, U étant la tension entre phases côté source) après la coupure du premier pôle. La valeur crête de la TTR dans le cas d'une batterie de condensateurs à neutre isolé est égale à 2,5 p.u.
D'une manière générale, lorsque le circuit de charge a des capacités entre phases et par rapport à la terre, la tension maximale aux bornes du premier pôle qui coupe (le plus contraint) est fonction du rapport entre les capacités directe et homopolaire du circuit de charge. Dans le cas de lignes à haute tension, la valeur maximale de la TTR définie par les normes CEI et IEEE pour la coupure triphasée par des disjoncteurs à haute tension est égale à 2,4 p.u, soit 20 % de plus par rapport à une coupure monophasée.
La figure 4 montre l'évolution des tensions lorsqu'un disjoncteur (ou un interrupteur) réamorce une demi-période après l'instant de coupure. La tension du côté source rejoint instantanément la tension de la charge (-1 p.u. à cet instant), puis tend à rejoindre la tension de la source qui vaut +1 p.u. au même instant, soit une différence de 2 p.u. L'amortissement étant habituellement négligeable, la tension sur les deux bornes de l'appareil oscille autour de la valeur +1 p.u. et atteint par suite 1 + 2 = 3 p.u. Le réamorçage provoque dans ce cas une surtension élevée sur le circuit.
À noter que la figure 4 illustre le cas le plus défavorable où le réamorçage conduit à la surtension maximale, un réamorçage effectué un quart de période après l'instant de coupure aurait conduit à une tension maximale de 1 p.u., il n'y aurait pas eu de surtension. Par suite les claquages qui se produisent entre 0 et 1/4 de période après l'instant de coupure sont appelés réallumages. Les réallumages sont autorisés car ils ne provoquent pas de surtensions.
Le réamorçage d'un pôle d'appareil en coupure triphasée d'une charge avec neutre isolé donne lieu à des surtensions plus élevées qu'en monophasé, du fait de la variation importante de la tension du point neutre de la charge provoquée par le réamorçage, il conduit généralement au réamorçage d'au moins un des autres pôles.
Un interrupteur ou disjoncteur doit être capable de supporter cette tension rétablie lors de l'ouverture du circuit, par suite il doit séparer ses contacts avec une vitesse suffisante pour assurer que la tension de tenue entre contacts est toujours supérieure ou égale à la tension rétablie imposée par le circuit/réseau. Une vitesse insuffisante conduirait à un réamorçage de l'appareil et à une surtension susceptible d'endommager les composants connectés au circuit ou au réseau.
La figure 5 montre que la tension se rétablit plus rapidement dans un réseau à 60 Hz, par rapport à un réseau à 50 Hz, une vitesse de déclenchement plus élevée est donc nécessaire pour assurer la coupure sans réamorçage dans un réseau à 60 Hz.

## Circuit inductif

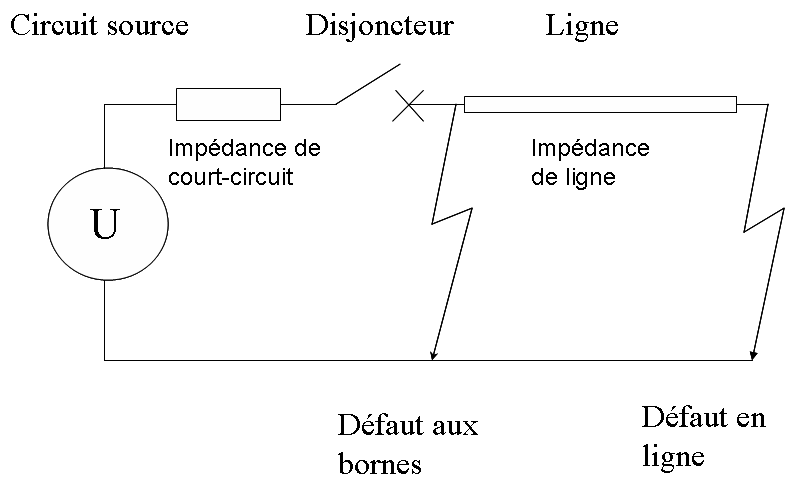
Figure 6 - Défaut aux bornes et défaut en ligne dans un réseau à haute tension.

La coupure dans un circuit inductif est rencontrée en pratique dans deux cas principaux :
1. courants de court-circuit ;
2. courants de charges inductives (transformateur à vide, moteur peu chargé, réactance shunt, etc.).

Les normes CEI et IEEE distinguent deux cas principaux de coupure de court-circuit dans un réseau électrique à haute tension : le défaut aux bornes et le défaut en ligne (figure 6). L'établissement et la coupure de courants dans deux réseaux en discordance de phases peut aussi s'effectuer avec des courants de défaut de forte intensité.
La coupure du défaut en ligne n'est applicable qu'aux disjoncteurs reliés directement à des lignes aériennes.

### Coupure de défaut aux bornes

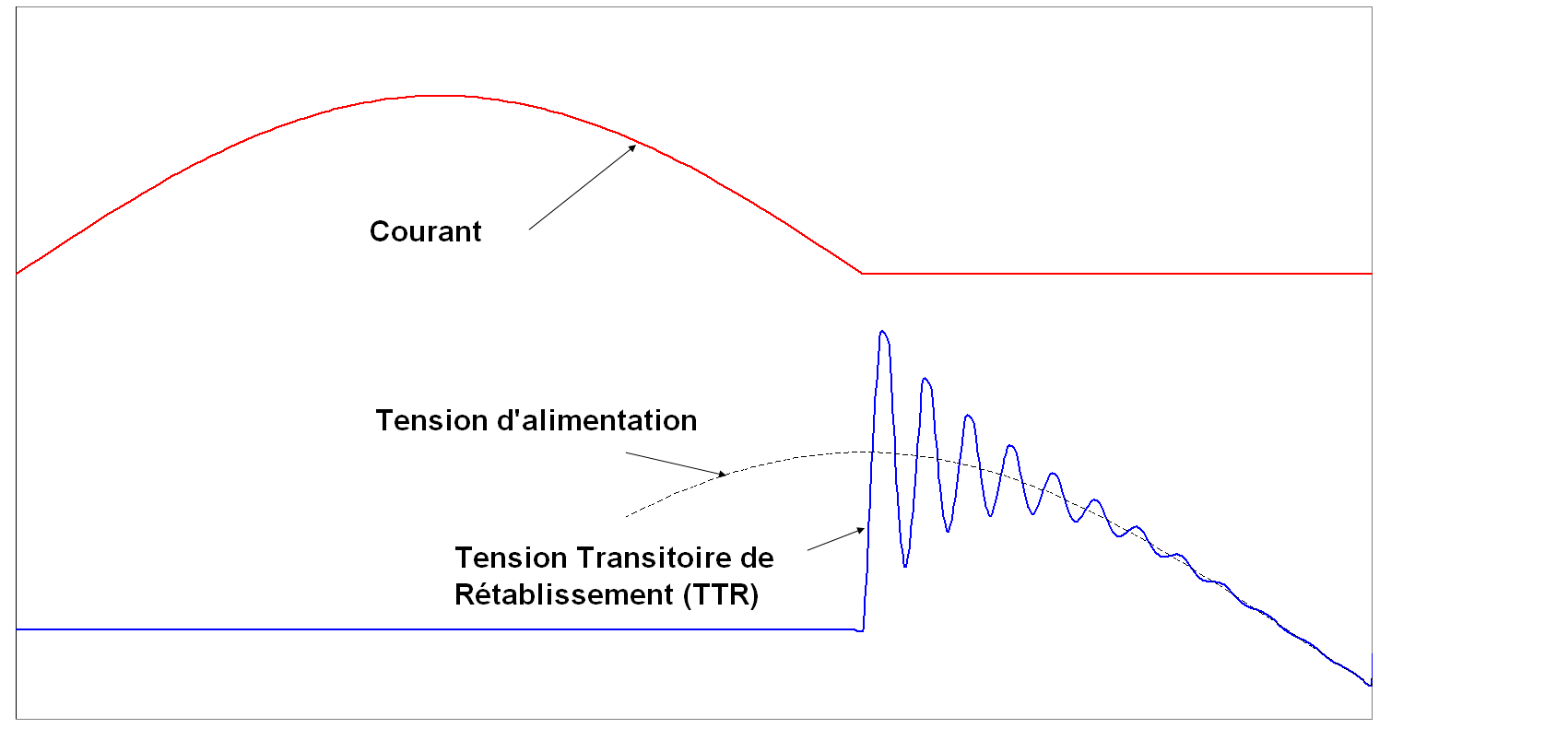
Figure 7 - TTR après coupure de court-circuit dans un circuit inductif.

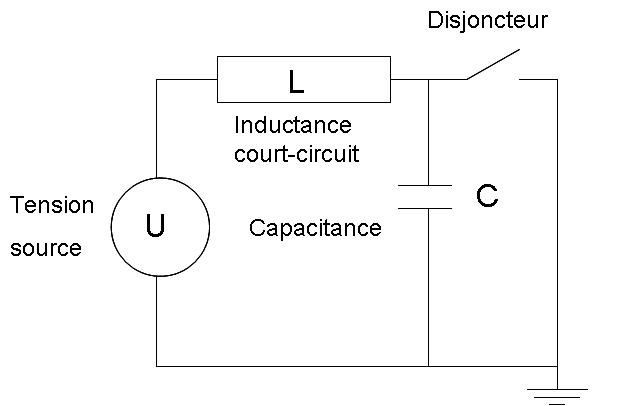
Figure 8a - Schéma simplifié montrant un défaut aux bornes d'un disjoncteur.

La coupure d'un défaut aux bornes est faite normalement à un passage par zéro du courant et, par suite, à un instant où la tension du réseau est maximale. La tension en amont du disjoncteur, qui est nulle avant interruption du courant de défaut, tend à rejoindre la tension du réseau avec un régime transitoire dont la fréquence vaut plusieurs kilohertz (figure 7).
On obtient ce type de TTR dans le cas de coupures de courants de court-circuit par un disjoncteur, en particulier avec le courant de défaut d'intensité maximale qui n'est limité que par l'impédance de court-circuit du réseau (figure 8a).
Par analogie des oscillateurs en électricité et en mécanique, le régime transitoire de la TTR dans le réseau représenté par la figure 7a est similaire à celui d'un système mécanique (figure 8b) constitué par une masse actionnée par un ressort avec des pertes par frottement correspondant à la résistance (non représentée) du circuit électrique.
La tension en amont du disjoncteur (TTR) varie comme la charge de la capacitance (C), son évolution est analogue au déplacement de la masse dans le système mécanique. C'est par exemple une oscillation amortie comme illustré par la figure 7b qui montre le déplacement d'une masse sous l'action d'un ressort qui a été comprimé au préalable.
La fréquence d'oscillation de la TTR est donnée par la formule suivante :
{\displaystyle f_{O}={1 \over {2\pi {\sqrt {LC}}}}}
L est l'inductance de court-circuit
C est la capacité du circuit en amont du disjoncteur ou de l'interrupteur.
L'amplitude de la TTR dépend de l'amortissement dû aux pertes dans les composants du circuit et par l'impédance caractéristique des lignes et câbles connectés en amont de l'interrupteur. Le facteur d'amplitude est le rapport entre l'amplitude maximale de la TTR et la valeur instantanée de la tension source à l'instant de coupure.
La norme CEI 62271-100 pour les disjoncteurs à haute tension spécifie un facteur d'amplitude égal à 1,4 pour un défaut aux bornes avec le courant de défaut maximal.
Dans les réseaux de distribution, la TTR oscille avec une seule fréquence qui dépend de l'inductance de court-circuit et de la capacité en amont de l'interrupteur (figure 7a).
Dans les réseaux de transport, la TTR oscille généralement avec une double fréquence, avec une première montée de tension qui dépend de l'inductance de court-circuit et de la capacité locale du réseau, suivie d'une deuxième oscillation due aux réflexions d'onde de tension sur les lignes connectées en amont de l'appareil (figure 5).
Comme indiqué sur la figure 9, les normes internationales spécifient une enveloppe caractéristique de tenue à la tension transitoire de rétablissement qui couvre la grande majorité des applications.
La TTR spécifiée dans ce cas est dite à quatre paramètres car quatre valeurs (deux tensions et deux temps) sont nécessaires pour tracer l'enveloppe.
Lors des essais de type d'un disjoncteur, l'enveloppe de la TTR en essai doit être au-dessus de l'enveloppe spécifiée par la norme (CEI ou IEEE) afin d'assurer que la tenue de l'appareil est supérieure à celle de la TTR imposée par le réseau.
Par rapport à ce qui est obtenu lors d'une coupure de défaut monophasé, la valeur crête de la TTR est 30 % ou 50 % plus élevée lors d'une coupure de défaut aux bornes triphasé.
La valeur crête de tension est maximale aux bornes du premier pôle qui coupe, sa valeur dépend des conditions de mise à la terre du réseau.

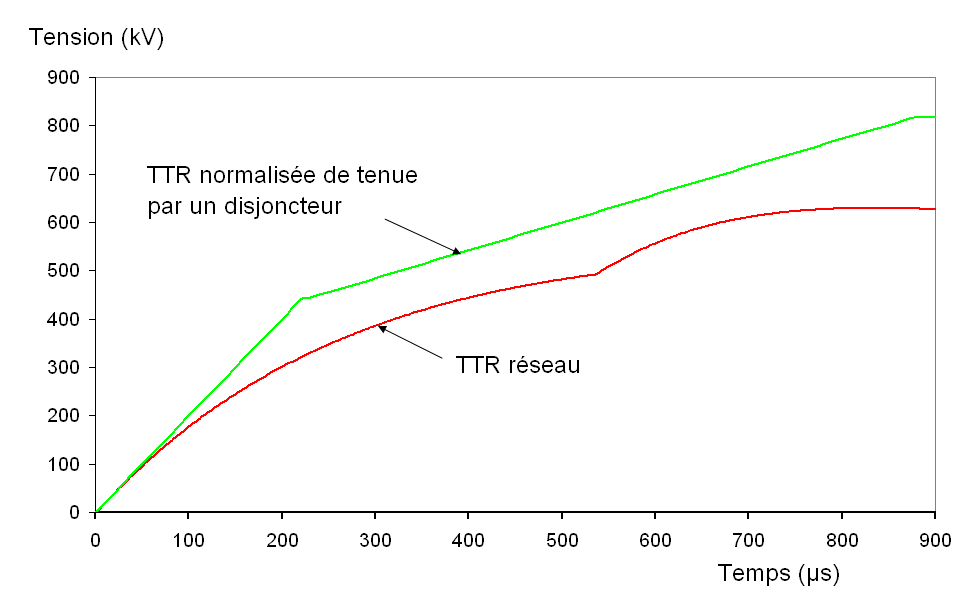
Figure 9 - TTR d'un réseau de transport et TTR normalisée de tenue par un disjoncteur.

Le rapport des tensions rétablies maximales obtenues en coupure de défaut triphasé et de défaut monophasé est appelé facteur de premier pôle dans les normes de disjoncteurs à haute tension. La valeur du facteur de premier pôle est fonction des composantes symétriques des impédances du réseau et du type de défaut (isolé ou à la terre).
Le facteur de premier pôle spécifié par la norme CEI 62271-100 est égal à 1,3 pour les réseaux à neutre effectivement à la terre, il est égal à 1,5 pour les réseaux à neutre non-effectivement à la terre et pour les défauts triphasés isolés par rapport à la terre.
La norme CEI considère que pour des tensions nominales supérieures à 170 kV, le neutre des réseaux est effectivement à la terre, de sorte que le facteur de premier pôle est égal à 1,3. En d'autres termes, la valeur crête de la TTR est augmentée de 30 % pour le premier pôle qui coupe un défaut triphasé, par rapport à la valeur obtenue lors d'une coupure d'un défaut monophasé.

### Coupure de courant de défaut limité par un transformateur
Parmi les défauts aux bornes, on distingue ceux dont le courant est limité essentiellement par l'impédance d'un transformateur et qui se produisent dans les cas particuliers où il n'y a pas de composants capacitifs (ligne, câble ou condensateur, etc.) entre le transformateur et le disjoncteur.
Le disjoncteur et le point de défaut sont situés du même côté du transformateur défaut limité par le transformateur (figure 9a) ou de part et d'autre du transformateur défaut au secondaire du transformateur (figure 9b),.
|  |  |

La TTR associée à ces défauts est caractérisée par une vitesse de rétablissement (ou pente) élevée.
La fréquence d'oscillation de la TTR est la fréquence propre du transformateur, réduite en partie par la capacité de la liaison entre le transformateur et le disjoncteur (ou interrupteur).
Les normes internationales prennent en compte ces défauts au secondaire d'un transformateur (ou limités par un transformateur) en spécifiant des valeurs adaptées de TTR pour les essais de type effectués avec 10 % et 30 % du pouvoir de coupure des disjoncteurs.
Pour des tensions assignées inférieures à 100 kV, la norme CEI préconise des TTR particulières pour un courant de défaut égal à 30 % du pouvoir de coupure lorsque la capacité de la liaison entre le disjoncteur et le transformateur est négligeable.
Pour des tensions assignées supérieures à 100 kV, le cas particulier où la capacité de la liaison est négligeable est à l'étude par CIGRÉ. Le guide IEEE C37.011 (2011) préconise plusieurs méthodes pour déterminer la vitesse de rétablissement de tension et la comparer avec des résultats d'essais.

### Coupure de défaut proche en ligne

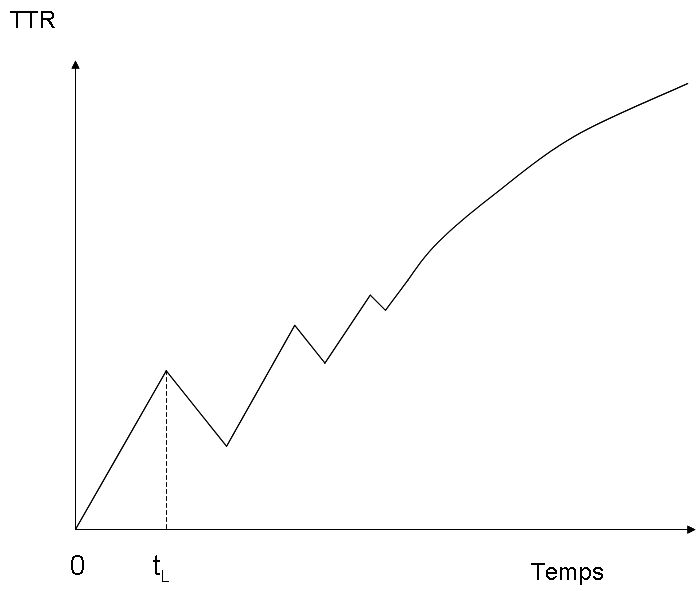
Figure 11 - TTR dans le cas d'un défaut proche en ligne.

Les figures 6 et 11 illustrent le cas particulier d'un défaut proche en ligne, c'est-à-dire d'un défaut qui se produit sur une ligne à quelques centaines de mètres ou quelques kilomètres en aval du disjoncteur, d'où le nom de défaut kilométrique qui est parfois donné à ce type de défaut.
La TTR est caractérisée par une oscillation initiale à haute fréquence, due aux réflexions d'onde entre le disjoncteur et le point de défaut, qui impose une vitesse de rétablissement élevée de la tension après la coupure du courant de défaut (origine des temps sur la figure 11).
La figure 12 donne l'évolution de la tension le long de la ligne après l'interruption du courant. La durée TL est égale au temps mis par une onde pour effectuer le trajet aller et retour entre le disjoncteur et l'extrémité de la ligne. La tension en chaque point est à chaque instant la somme des ondes incidentes et des ondes réfléchies aux deux extrémités de la ligne. L'évolution de la tension en chaque point de la ligne est montrée pendant une demi-période de l'oscillation, elle évolue d'une manière similaire pendant la demi-période suivante, mais avec une polarité opposée.
L'évolution temporelle de la tension sur la borne aval du disjoncteur, qui peut être déduite à partir de la figure 12, est représentée par la figure 13. Cette tension a une forme triangulaire qui est caractéristique d'un défaut en ligne, les oscillations sont en réalité amorties par les pertes résistives. La tension en amont du disjoncteur variant peu pendant les premières micro-secondes du rétablissement de tension, la TTR (différence entre les tensions en amont et aval) a par suite l'évolution indiquée sur la figure 11.
L'amplitude de la première crête de tension vaut quelques dizaines de kilovolts et le temps TL est de l'ordre de quelques micro-secondes.

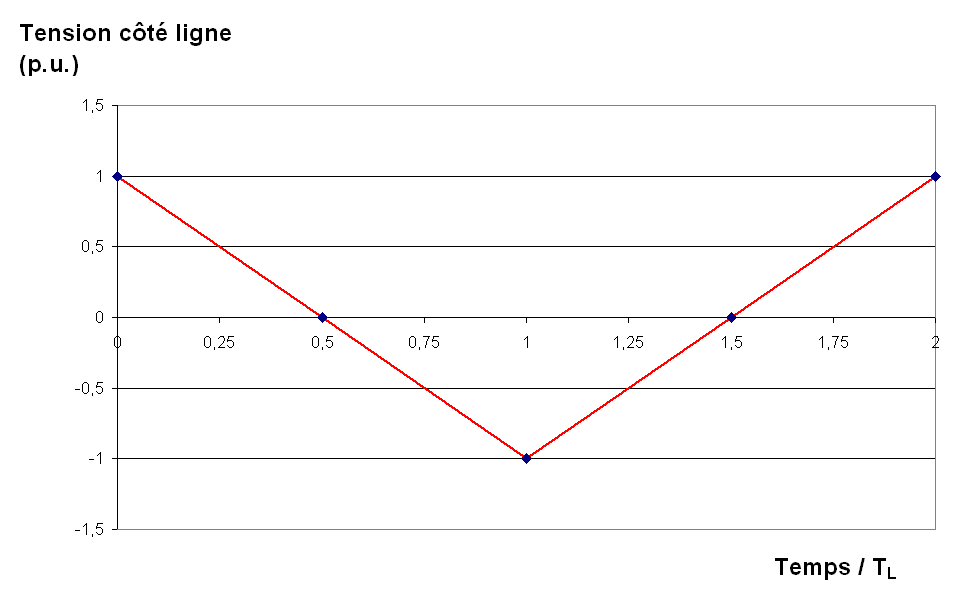
Figure 13 - Évolution de la tension sur la borne du disjoncteur, côté ligne.

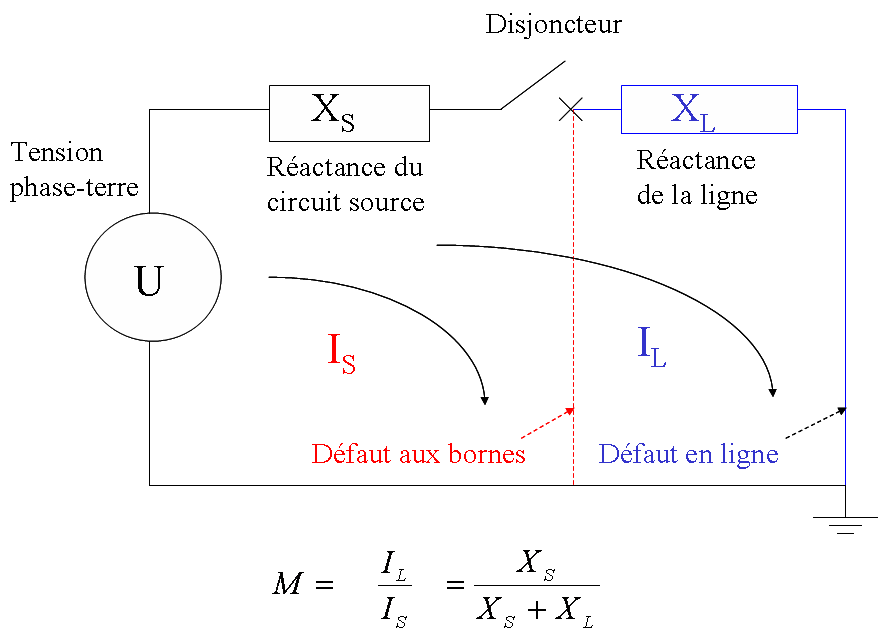
Figure 14 - Courant d'un défaut proche en ligne.

Le défaut en ligne est caractérisé par le fait que la pente de la TTR est proportionnelle à la pente du courant avant l'instant de coupure (en valeur absolue) et donc à l'intensité du courant :
{\displaystyle {\frac {du}{dt}}=Z{di \over dt}\,}, où Z est l'impédance caractéristique de la ligne.
La valeur normalisée de Z est égale à 450 Ω. On rappelle que Z est égal à {\displaystyle {\sqrt {(}}l/c)\,}, où l et c sont les inductance et capacité de la ligne par unité de longueur.
Comme on peut le voir sur la figure 14, le courant d'un défaut proche en ligne (IL) est plus faible que le courant d'un défaut qui se produit aux bornes d'un disjoncteur (IS). Dans les normes, le courant de défaut proche en ligne est exprimé en pourcentage du courant de défaut aux bornes.
Lorsque la longueur de ligne en défaut est courte (XL faible), le courant de défaut est élevé et la tension rétablie côté ligne est faible. À l'inverse, lorsque le défaut se produit loin du disjoncteur (XL élevé), le courant est faible et la tension rétablie côté ligne est élevée.
Les contraintes les plus sévères pour un disjoncteur sont obtenues lorsque le défaut se produit à un ou plusieurs kilomètres de l'appareil, ce qui correspond à un courant de défaut en ligne égal à environ 90 % du courant de défaut aux bornes du disjoncteur,. La distance entre le disjoncteur et le point de défaut étant relativement courte, on parle alors de défaut proche en ligne.
Dans le cas d'un courant de défaut de 36 kA à 50 Hz, la pente de la TTR est égale à 7,2 kV/µs, soit 3,6 fois supérieure à celle qui est spécifiée pour un défaut aux bornes avec 100 % du courant de défaut. La TTR générée par la coupure défaut en ligne est donc plus contraignante pour un disjoncteur pendant la phase initiale du rétablissement de tension. Par contre la valeur crête d'une TTR de défaut aux bornes triphasé est plus élevée et donc plus contraignante pendant la phase dite diélectrique de la coupure, quelques centaines de micro-secondes après l'instant de coupure. Les deux conditions de coupure de défaut aux bornes et de défaut en ligne, qui présentent des contraintes différentes, sont testées lors d'essais de type pour la qualification d'un disjoncteur.
La valeur élevée de la pente initiale de la TTR lors d'une coupure d'un défaut proche en ligne fait que ce type de coupure est difficile à supporter par un disjoncteur à haute tension et que ce dernier doit parfois être muni de condensateurs pour diminuer la pente de la TTR et faciliter ainsi la coupure du courant de défaut.

### Coupure de charges inductives
Dans le cas particulier de coupure d'une charge inductive, la TTR est notablement différente car un interrupteur n'attend pas généralement le passage par zéro du courant pour effectuer l'ouverture du circuit. La puissance d'extinction de l'interrupteur est souvent telle que le courant est interrompu alors qu'il vaut plusieurs ampères ou dizaines d'ampères dans la charge (représentée par une inductance dans le schéma monophasé équivalent de la figure 15). Ce phénomène est appelé arrachement de courant ou hachage de courant.

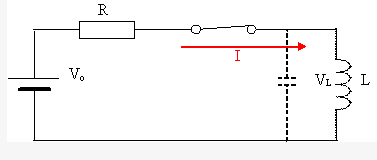
Figure 15 - L'alimentation charge l'inducteur à travers la résistance.

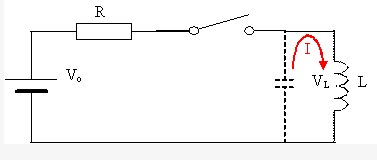
Figure 16 - L'interrupteur s'ouvre. Le courant ne peut circuler qu'en chargeant les capacités parasites.

Figure 17 - À l'instant l'interrupteur coupe et l'inductance oscille avec les capacités parasites.

Le circuit LC qui oscille avec une pulsation :
{\displaystyle \omega ={1 \over {\sqrt {LC}}}}
où {\displaystyle \scriptstyle {C}} est la valeur équivalente des capacités parasites. Si l'isolation électrique et la rigidité électrique du bobinage sont suffisantes pour résister aux hautes tensions et si la tension de tenue de l'interrupteur est suffisante, l'oscillation continuera avec une amplitude décroissante à cause des pertes diélectriques des capacités parasites et de pertes résistives du bobinage. Si, de plus, la bobine comporte un noyau ferromagnétique il y aura aussi des pertes dues à l'hystérésis.
La tension maximale de l'oscillation peut être très élevée, comme illustré sur la figure 17 qui montre le cas extrême où le courant est interrompu alors qu'il a son amplitude maximale. Ceci lui vaut le nom de surtension. Ceci vient du fait qu'après l'interruption du courant l'énergie de l'inductance {\displaystyle \scriptstyle {{1 \over 2}LI^{2}}} a été transférée aux capacités parasites {\displaystyle \scriptstyle {{1 \over 2}CV^{2}}}.
Dans le cas extrême illustré par la figure 17, la tension maximale peut être calculée à partir de l'égalité : {\displaystyle \scriptstyle {{1 \over 2}LI_{o}^{2}}=\scriptstyle {{1 \over 2}CVmax^{2}}}, {\displaystyle \scriptstyle {I_{o}}} étant la valeur du courant à l'instant de coupure, dit aussi courant arraché.
{\displaystyle Vmax=I_{o}{\sqrt {L \over C}}}
Ce cas de figure est peu réaliste car il n'est possible qu'avec un disjoncteur à très fort soufflage (disjoncteurs autopneumatiques) qui serait amené à couper un courant de faible intensité (15 A) dans un circuit de charge avec une capacité élevée.
Dans le cas plus général où l'appareil arrache un courant Io à un instant où la tension de la charge est égale à Uo, la tension maximale est donnée par la formule :
{\displaystyle Vmax={\sqrt {(}}Uo^{2}+{\frac {LIo^{2}}{C}})}
À courant donné la surtension est d'autant plus élevée que l'inductance est plus grande et que la capacité est plus faible. Io (le courant arraché) ne dépend pas uniquement du disjoncteur mais aussi des caractéristiques du circuit. Dans le cas de disjoncteurs au SF6, Io est proportionnel à la racine carrée de la capacité du circuit aux bornes du disjoncteur. La surtension est donc aussi fonction des caractéristiques du circuit dans lequel le disjoncteur fonctionne.
Si la surtension est très élevée, la TTR aux bornes de l'interrupteur peut dépasser sa tension de tenue entre contacts, il se produit alors un réamorçage (appelé aussi ré-allumage, car l'arc est ré-allumé entre les contacts de l'interrupteur) comme illustré sur la figure 18.
Le courant est rétabli dans le circuit et l'interrupteur peut alors tenter une nouvelle interruption du courant à un instant ultérieur (instant {\displaystyle \scriptstyle {t_{2}}} sur la figure 19).
L'interruption sera réussie si la tenue en tension de l'interrupteur est suffisante (cas illustré sur la figure 19), ce qui est habituellement le cas après un ou plusieurs ré-allumages car la tension de tenue de l'interrupteur augmente avec le temps étant donné que l'écartement entre contacts augmente. L'évolution du courant et de la tension sont donnés en pointillé sur la figure 19 dans le cas où il n'y a pas de ré-amorçage de l'interrupteur.
|  | {\displaystyle \scriptstyle {t1}} · {\displaystyle \scriptstyle {t2}} |

### Coupure en discordance de phases

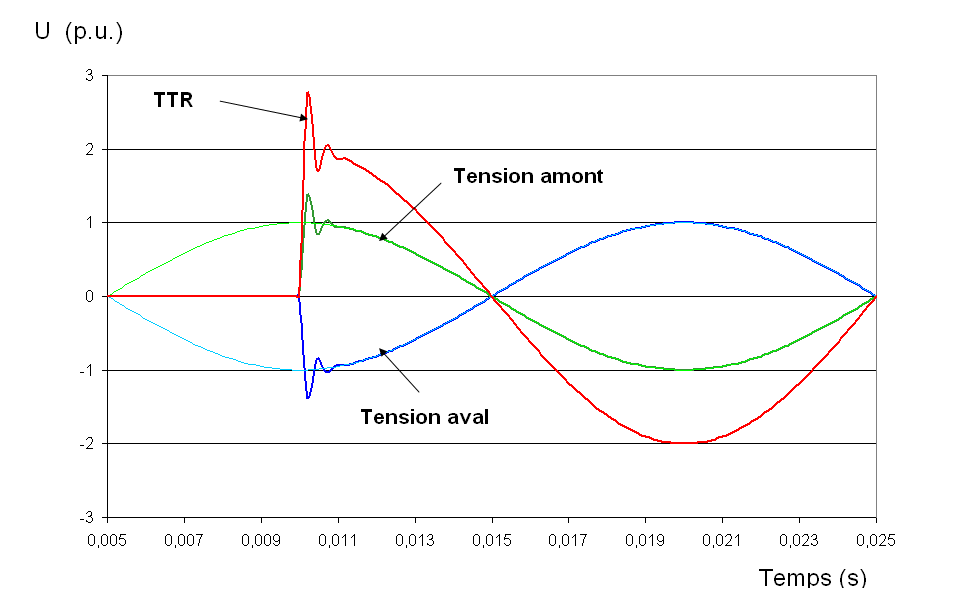
Figure 20 - TTR dans le cas de coupures en opposition de phases.

Dans le cas où un disjoncteur interrompt un court-circuit provoqué par la connexion de deux portions de réseaux en opposition de phases, la tension à chaque borne se rétablit autour de la tension de chaque réseau, de sorte que la TTR a une amplitude approximativement double de celle obtenue dans le cas d'un défaut monophasé aux bornes de ce disjoncteur (figure 20).
Cette situation peut se produire en particulier dans le cas où de longues lignes relient les générateurs aux zones de consommation maximale.
Ce type de défaut a une faible probabilité d'occurrence car un relayage interdit l'ouverture du circuit si la différence de phases est excessive. Il ne peut donc se produire en pratique qu'en cas de défaut des moyens de détection de discordance de phases.
La coupure en discordance de phases n'est pas obligatoire, elle n'est requise que si spécifiée par l'exploitant du réseau.

## TTR normalisées

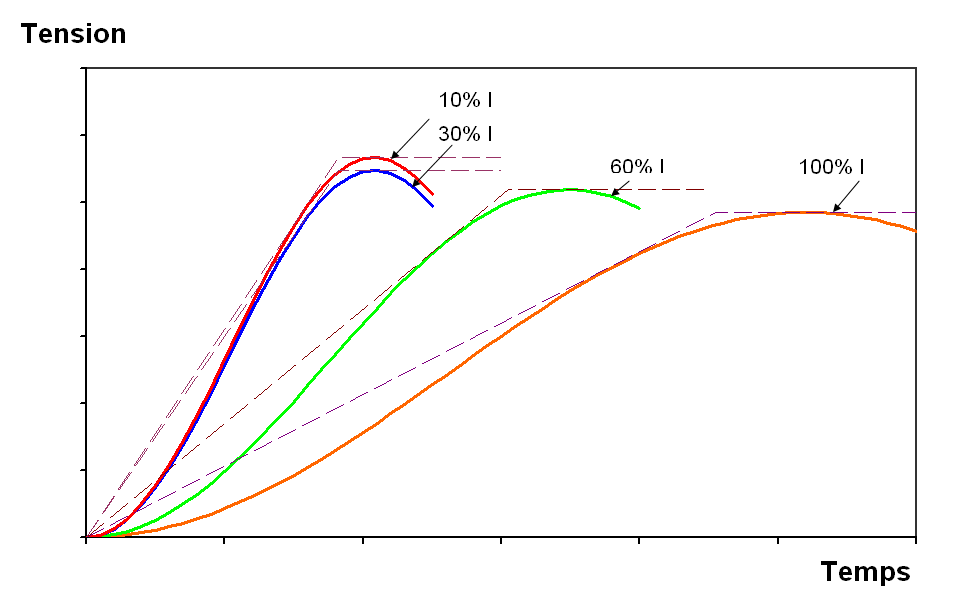
Figure 21 - TTR normalisées suivant CEI pour disjoncteurs de tensions assignées inférieures à 100 kV

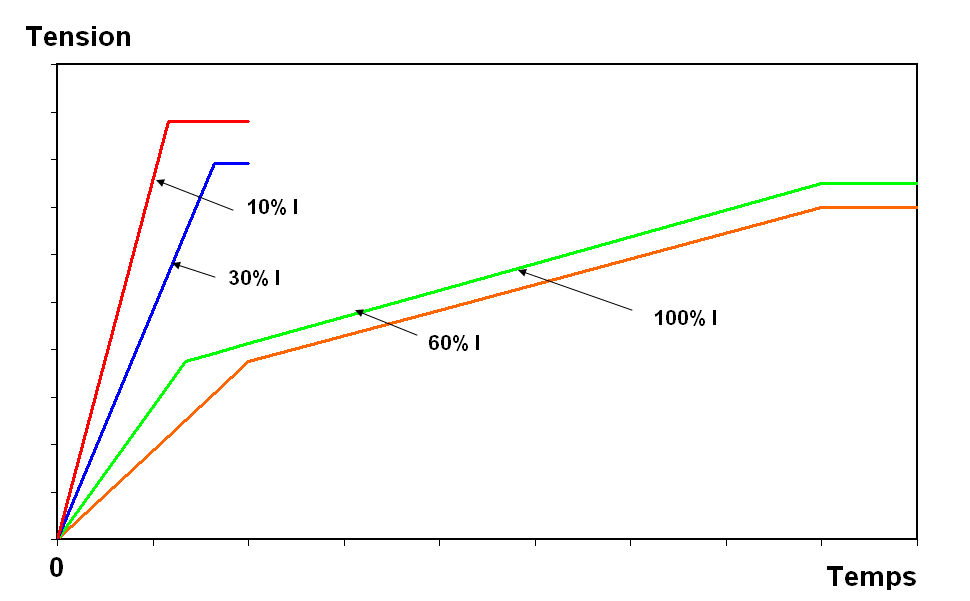
Figure 22 - TTR normalisées suivant CEI pour disjoncteurs de tensions assignées supérieures ou égales à 100 kV

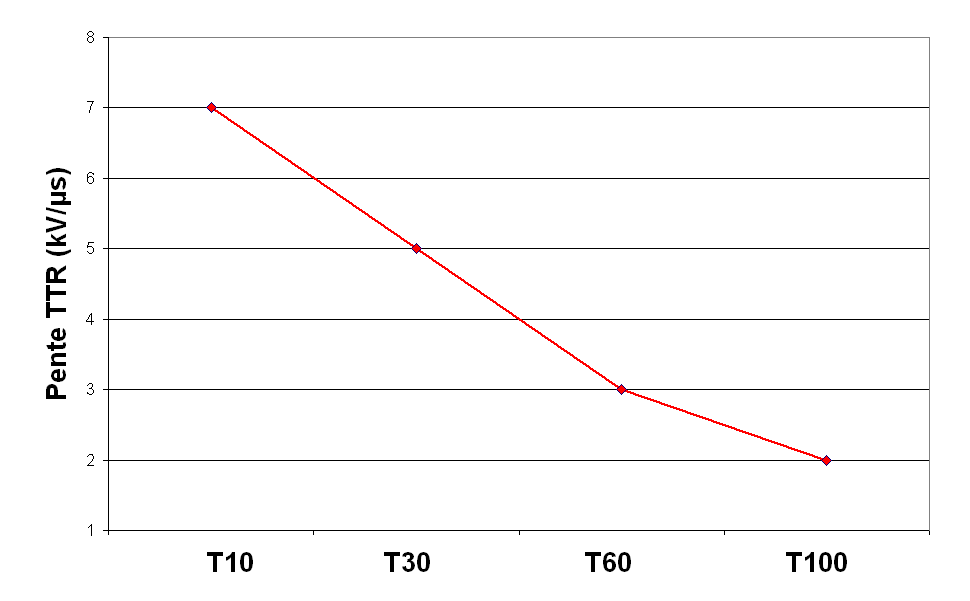
Figure 23 - Pente de la TTR suivant CEI pour les disjoncteurs de tensions assignées supérieures ou égales à 100 kV

Les paramètres de la TTR sont définis par les normes internationales CEI et IEEE à partir d'analyses et de mesures de tensions rétablies de réseaux à haute tension,.
Les valeurs normalisées de TTR doivent être respectées lors des essais de coupure d'un disjoncteur à haute tension effectués pour démontrer ses performances (essais de type).
Les TTR normalisées par la CEI et ANSI/IEEE pour les disjoncteurs à haute tension ont été différentes depuis leur introduction dans les années 1960, elles sont actuellement en passe d'être harmonisées.

### Défaut aux bornes
Tensions assignées inférieures à 100 kV
La figure 21 montre les TTR spécifiées par la norme CEI pour les disjoncteurs de tensions assignées supérieures à 1 kV et inférieures à 100 kV.
Les TTR sont données en fonction du courant de défaut qui est exprimé en pourcentage du pouvoir de coupure du disjoncteur.
Les enveloppes des TTR sont dites à deux paramètres car les deux coordonnées du point d'intersection des segments en pointillé suffisent pour les tracer.
Les pentes les plus élevées de la TTR sont associées aux courants les plus faibles, afin de couvrir le cas de défauts aux secondaires de transformateurs. Les valeurs normalisées de pente de TTR varient en fonction de la tension assignée du disjoncteur, elles sont en cours d'harmonisation par la CEI et IEEE.
Tensions assignées supérieures ou égales à 100 kV
La figure 22 montre les TTR spécifiées par la norme CEI pour les disjoncteurs de tensions supérieures ou égales à 100 kV.
Les enveloppes sont à deux paramètres pour les essais à 10 % et 30 % du pouvoir de coupure et à quatre paramètres pour les essais à 60 % et 100 % du pouvoir de coupure.
La pente de la TTR diminue de 3 kV/µs à 2 kV/µs lorsque le courant de défaut passe de 60 % à 100 % du pouvoir de coupure. Ceci est dû au fait que cette pente est proportionnelle à {\displaystyle {Z \over N}{di \over dt}\,}, où Z est l'impédance caractéristique d'une ligne et N le nombre de lignes connectées en amont du disjoncteur. Lorsque le nombre de lignes (N) augmente, le courant de défaut augmente et la pente de la TTR diminue (l'augmentation de N l'emporte sur l'augmentation de di/dt).
Les paramètres de TTR pour les disjoncteurs à haute tension sont en cours d'harmonisation par la CEI et IEEE.
La figure 23 donne les valeurs normalisées de la pente de la TTR pour les séquences d'essais de défaut aux bornes T10, T30, T60 et T100 effectuées respectivement avec 10 %, 30 %, 60 % et 100 % du pouvoir de coupure d'un disjoncteur.
Les valeurs les plus élevées de pente de TTR sont associées aux courants les plus faibles, les deux paramètres (pente et courant) allant en sens inverse il n'est généralement pas possible de dire si une séquence d'essais est plus contraignante pour un disjoncteur qu'une autre. Par suite, toutes les séquences d'essais doivent être effectuées pour qualifier un appareil.

### Défaut proche en ligne
Les normes spécifient deux essais de type de défaut en ligne avec 90 % et 75 % du pouvoir de coupure du disjoncteur. Ces essais sont effectués sous la tension phase-terre {\displaystyle U \over {\sqrt {3}}\,} et avec un circuit d'alimentation qui délivre 100 % du pouvoir de coupure. Ces exigences permettent de calculer la réactance de la ligne.
La tension transitoire rétablie du côté ligne est définie par deux paramètres :
- impédance d'onde de la ligne égale à 450 Ω ;
- amplitude de la TTR égale à 1,6 fois la valeur de la tension ligne à l'instant de coupure.

### Courants capacitifs
Les essais d'établissement et de coupure de courants capacitifs doivent normalement être effectués en triphasé avec une tension entre phases égale à la tension assignée de l'appareil. Lorsqu'il n'est pas possible d'effectuer les essais en triphasé, les normes autorisent la réalisation des essais en monophasé, sous une tension qui dépend du type d'application et qui reproduit sensiblement la contrainte qui serait obtenue sur le pôle le plus contraint lors d'un essai triphasé.
La tension d'un essai monophasé est égale à la tension phase-terre {\displaystyle U \over {\sqrt {3}}\,} multipliée par le facteur suivant :
- 1,0 pour les réseaux à neutre à la terre sans influence mutuelle significative entre phases voisines ;
- 1,2 pour les essais sur les câbles à ceinture et pour les essais de coupure de courants de lignes à vide dans les réseaux à neutre effectivement à la terre ;
- 1,4 pour les essais correspondant à la coupure dans des réseaux à neutre non-effectivement à la terre et à la coupure de courants de batteries de condensateurs à neutre isolé.

### Discordance de phases
Tenant compte des contraintes obtenues en triphasé et de leur probabilité d'occurrence, les normes CEI et IEEE spécifient un facteur de discordance de phases égal à 2 pour les réseaux à neutre effectivement à la terre et 2,5 pour les réseaux à neutre non-effectivement à la terre. Le facteur d'amplitude qui permet de calculer la valeur crête de la TTR en régime transitoire est égal à 1,25.
La norme couvre la grande majorité des cas qui peuvent se produire dans un réseau. La norme CEI 62271-100 indique qu'il « est possible de réduire la sévérité des contraintes dues aux manœuvres en discordance de phases en utilisant des relais possédant des éléments coordonnés sensibles à l'impédance pour déterminer l'instant de déclenchement, de façon que la coupure survienne soit notablement après, soit notablement avant l'instant où l'angle de phase atteint 180°. »
La tension rétablie aux bornes des contacts est très élevée, la valeur de crête de la TTR est la plus grande de toutes celles qui sont spécifiées pour un appareil donné. Par contre, le courant de défaut exigé par les normes ne vaut que 25 % du pouvoir de coupure en court-circuit, cette exigence tenant compte du fait que les deux sous-réseaux connectés aux bornes n'ont pas simultanément leur puissance maximale.

## Impact de la TTR sur les disjoncteurs

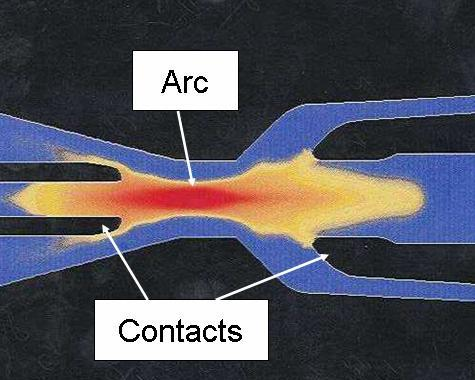
Figure 24 - Arc entre les contacts d'un disjoncteur avant interruption du courant et rétablissement de la tension aux bornes des contacts

Pour réussir la coupure d'un courant, en particulier la coupure d'un courant de défaut, un disjoncteur doit être capable de supporter la tension qui se rétablit entre ses contacts après l'interruption du courant.
Deux phases sont généralement considérées :
- la phase thermique de la coupure, qui dure plusieurs micro-secondes au voisinage de l'instant de coupure du courant, pendant laquelle la tension se rétablit avec une vitesse élevée et la réussite de la coupure dépend du bilan d'énergie dans le plasma entre électrodes ;
- la phase diélectrique de la coupure, qui dure plusieurs centaines de micro-secondes, pendant laquelle l'espace entre contacts est encore échauffé par l'énergie de l'arc et doit supporter les valeurs les plus élevées de la TTR.

La phase thermique est particulièrement critique lors d'une coupure de défaut en ligne (applicable seulement aux disjoncteurs de ligne) alors que la phase diélectrique est plus critique lors de coupures de défauts aux bornes, en discordance de phases, en coupure de faibles courants inductifs et de courants capacitifs.
La coupure d'un courant est effectuée en séparant les contacts d'un disjoncteur dans le circuit électrique. Après la séparation des contacts, le courant circule à travers un arc électrique et son interruption est obtenue en refroidissant l'arc afin de rendre isolant l'intervalle compris entre les contacts du disjoncteur.
La coupure est généralement obtenue à un instant de passage par zéro du courant car la puissance fournie par le circuit/réseau est alors nulle et l'intervalle de temps au voisinage du zéro de courant peut être mis à profit pour refroidir efficacement l'arc et obtenir son extinction.
La durée d'arc, suivant la définition de la norme CEI, est l'intervalle de temps entre l'instant de séparation des contacts et l'instant d'interruption du courant. Comme illustré sur la figure 25, si la séparation des contacts se produit trop près d'un passage par zéro du courant, la distance entre contacts et le refroidissement de l'arc peuvent ne pas être suffisants pour permettre au disjoncteur de supporter la TTR sans réamorçage et donc pour assurer la coupure. Le courant circule alors pendant une alternance supplémentaire et le disjoncteur peut alors tenter la coupure au second passage par zéro du courant. La coupure est réussie lorsque le disjoncteur est capable de supporter la TTR sans réamorçage. Dans l'exemple illustré par la figure 25, le disjoncteur coupe le courant avec une durée d'arc égale à 13 ms.
Lorsque la sévérité de TTR augmente (la pente et/ou la valeur crête augmentent) la durée d'arc minimale pour obtenir la coupure s'allonge car la distance et le soufflage nécessaires pour obtenir la coupure augmentent. Une sévérité excessive de la TTR pour un disjoncteur donné conduit à un échec de la tentative de coupure du courant. Un disjoncteur ne doit donc pas être soumis à des TTR supérieures à celles pour lesquelles il a été garanti et testé conformément aux exigences des normes internationales.
Les TTR associées aux différents types de coupure influencent la conception et le dimensionnement des disjoncteurs et interrupteurs à haute tension. Le concepteur doit donc définir un dimensionnement de l'appareil qui satisfasse à toutes ces contraintes. Les solutions qui ont été développées sont présentées dans l'article Disjoncteur à haute tension.
La capacité d'un disjoncteur à supporter ces TTR est vérifiée par des essais de type (ou de qualification) effectués suivant des normes internationales.

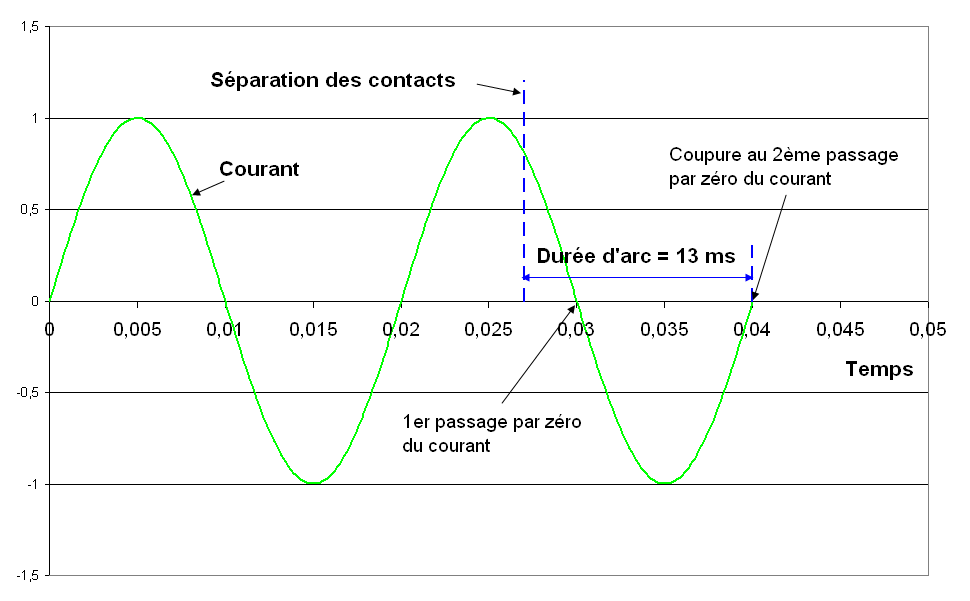
Figure 25 - Durée d'arc entre la séparation des contacts et l'instant de coupure du courant

## Influence d'un disjoncteur sur la TTR
La résistance d'arc d'un disjoncteur à haute tension modifie la TTR pendant une coupure. Dans le cas de coupures de courants de faible amplitude, courants capacitifs ou faibles courants inductifs, le disjoncteur peut forcer le passage par zéro du courant (arrachement de courant). Cette influence est négative dans le cas de faibles courants inductifs car elle peut provoquer des surtensions, par contre elle a un effet positif en coupure de courants capacitifs car elle réduit la tension rétablie aux bornes du disjoncteur.
Dans le cas de coupures de forts courants, la résistance d'arc tend à amortir la TTR et à retarder le rétablissement de tension (temps de retard augmenté).
La présence éventuelle d'un condensateur aux bornes d'un disjoncteur est également de nature à modifier la TTR (pente plus faible). On trouve naturellement de tels condensateurs aux bornes de disjoncteurs ayant plusieurs chambre de coupure (ils répartissent la TTR entre les différentes chambres), mais par ailleurs l'adjonction de condensateurs entre entrée et sortie est une solution pour agir sur la TTR.
Les valeurs normalisées ne tiennent pas compte de ces effets et définissent des valeurs inhérentes que tout disjoncteur est susceptible de modifier en essais et en service, suivant l'intensité du soufflage qu'il exerce pendant la coupure.

## Méthodes d'atténuation de la TTR
Plusieurs méthodes sont utilisées pour limiter les surtensions générées pendant la coupure.

### Varistances

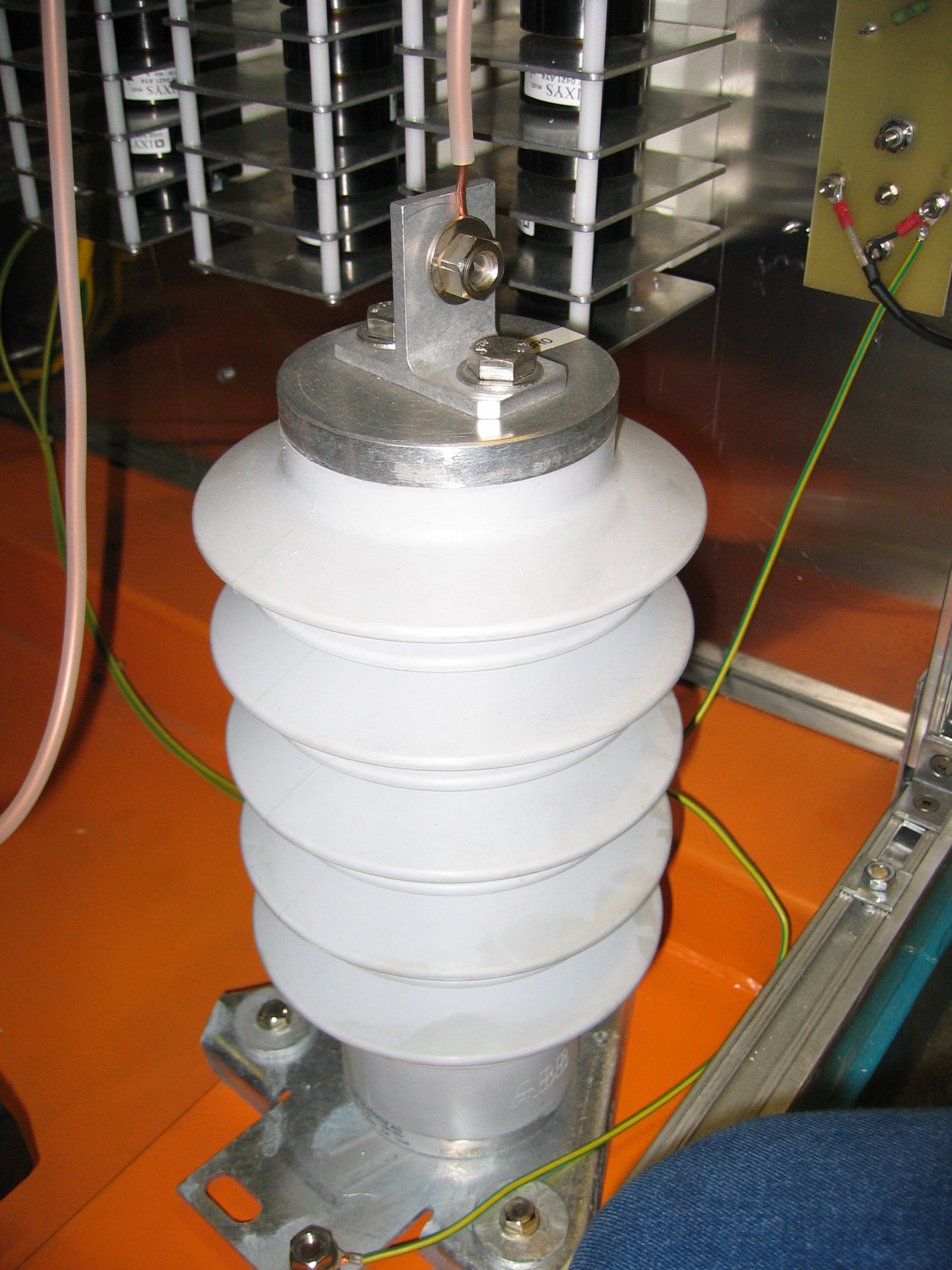
Varistance haute tension

Pour des applications en moyenne tension (inférieures ou égales à 52 kV), la limitation des surtensions est faite le plus souvent par des circuits RC et parfois par des varistances. Les circuits RC peuvent aussi adoucir la pente de la TTR, et les varistances peuvent aussi en limiter la crête. Les varistances permettent en théorie d’écrêter les tensions trop importantes générées par une TTR. En pratique leurs effets sont limités par leur capacité à dissiper la puissance excédentaire (limitation en temps et en courant). De plus ils n'interviennent pas sur le temps de montée des TTR.

### Condensateurs
L'ajout de condensateurs en parallèle dans le cas d'un circuit inductif permet de diminuer la pente de la TTR. Cette possibilité est parfois utilisée pour assister la coupure de défaut aux bornes par des appareils moyenne tension, elle est d'usage courant dans le cas de disjoncteurs de générateurs.
Un condensateur monté en parallèle à un disjoncteur de ligne ou sur un départ ligne, entre phase et terre, permet de diminuer la vitesse de rétablissement de la TTR et, par suite, de faciliter la coupure d'un défaut proche en ligne.

### Synchronisation de la coupure
En haute tension, la méthode la plus souvent employée actuellement pour limiter les surtensions consiste à synchroniser l'ouverture des contacts par rapport à l'onde de courant (ou de tension) de façon à effectuer les coupures avec des durées d'arc relativement courtes (voisines de 5 ms) avec lesquelles le niveau des surtensions ne dépasse généralement pas 2 p.u. (car le soufflage exercé par le disjoncteur est faible pour de courtes durées d'arc). Le choix d'un temps d'arc bien défini permet aussi de garantir que la coupure se fera de façon optimale, évitant ainsi tout risque de réamorçage et reclaquage, l'un et l'autre étant source de surtensions et d'usure prématurée des contacts du disjoncteur.
La synchronisation des contacts est faite à l'aide d'un boîtier électronique qui laisse passer l'ordre d'ouverture vers la commande du disjoncteur à un instant prédéterminé à partir de la durée d'ouverture de l'appareil et des tensions et courants du réseau détectés par les transformateurs de tension et transformateurs de courant. Elle est effectuée essentiellement pour la manœuvre de réactances shunt ou de batteries de condensateurs. Le même type de boitier permet en général aussi de synchroniser à la fermeture le disjoncteur, en particulier pour l'enclenchement ou le réenclenchement de longues lignes dans les réseaux à très haute tension.

### Résistances

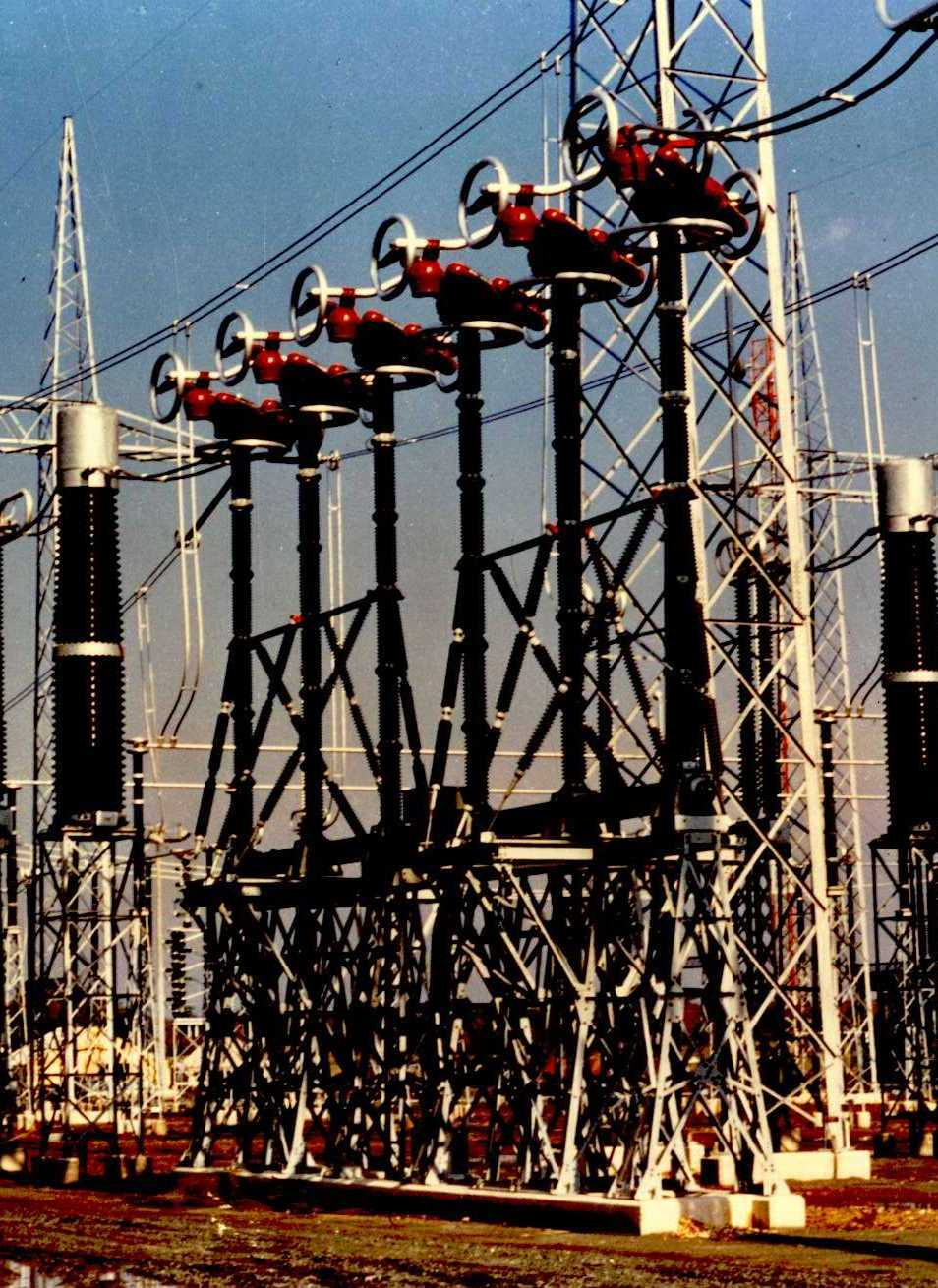
Figure 26 - Disjoncteur à air comprimé 800 kV avec résistance d'ouverture

Des résistances sont utilisées pour faciliter la coupure de courts-circuits et la mise hors tension de réactance shunt par les disjoncteurs à air comprimé. Dans le cas d'un défaut proche en ligne, l'insertion d'une résistance dans le circuit permet de diminuer la pente de la TTR, cette résistance est ensuite court-circuitée par un interrupteur auxiliaire afin d'éviter un échauffement excessif de la résistance.
La pente de la TTR est réduite dans le rapport : {\displaystyle Z \over \mathbb {R} +Z\,}, R étant la valeur de la résistance et Z l'impédance caractéristique de la ligne.
Une résistance peut être aussi utilisée pour amortir la tension de rétablissement lors d'une mise hors tension d'une réactance shunt. Cette technique était utilisée avec les disjoncteurs à air comprimé, elle n'est que rarement appliquée aux disjoncteurs à SF6 car les manœuvres synchronisées, qui ont été développées avec ces disjoncteurs, sont plus efficaces pour la réduction des surtensions.

### Systèmes de protection rapides
Dans le cas de lignes optimisées par des batteries de condensateurs en série, les systèmes de protection rapide (FPD pour Fast Protecting Devices) peuvent court-circuiter les batteries de condensateurs série entre l'instant de détection d'un défaut et l'ouverture de l'interrupteur. Ces condensateurs série sont utilisés pour la compensation des longues lignes afin de contrôler les échanges de puissance réactive et donc le niveau de tension du réseau. Des TTR de fortes amplitudes seraient obtenues si ces condensateurs n'étaient pas court-circuités avant la manœuvre d'un disjoncteur.

### Source principale
- (en) TRV for High-voltage circuit breakers, IEEE tutorial by Denis Dufournet, sur ewh.ieee.org